# NGC 6998
NGC 6998 (другие обозначения — PGC 65925, ESO 464-14, A 2058-28) — эллиптическая галактика (E) в созвездии Микроскоп.
Этот объект входит в число перечисленных в оригинальной редакции «Нового общего каталога».